# Continental Engine Manufacturing Company
Die Continental Engine Manufacturing Company mit Sitz in Chicago (Illinois) und einer Produktionsstätte in Minneapolis (Minnesota) war ein US-amerikanischer Hersteller von Motoren und Automobilen vor dem Ersten Weltkrieg.

## Modellgeschichte
Unter dem Markennamen Continental brachte das Unternehmen 1914 ein Cyclecar auf den Markt. Der Entwurf stammte von John E. Pfeffer. Es scheint, dass die Produktionsstätte in Minneapolis tatsächlich jene der Dispatch Motor Car Company war und dass diese den Kleinwagen für Continental Engine Manufacturing herstellte.
Nur wenige Monate nach Produktionsbeginn fanden sich mit W. C. Shrobisher aus Sturgis (Michigan) und Emory Nonnast aus Chicago (Illinois) neue Investoren. Das Unternehmen wurde mit 1 Mio. US$ an neuem Kapital reorganisiert und in Continental Engineering Company umbenannt. Der Continental wurde zum Ceco weiterentwickelt und in neuen, eigenen Hallen in Chicago gebaut.
John E. Pfeffer blieb dem Unternehmen zwar verbunden, liierte sich aber auch mit der Bull Moose-Cutting Automobile Company in St. Paul (Minnesota). Dort wurde noch 1914 eine leicht modifizierte Version des Continental als Baby Moose 12 HP hergestellt.

## Technik
Der Continental war das einzige Modell des Unternehmens, der Kunde konnte jedoch zwischen einem Antrieb der Hinterräder mittels Kette oder Treibriemen wählen. Der Preis war derselbe: US$ 360,-.
Ungewöhnlich für einen Cyclecar war die Verwendung eines Vierzylindermotors. Continental stellte ihn selber her. Es handelte sich um einen T-Kopf-Motor mit Luftkühlung. Mit 66,7 c.i. (1093 cm³) Hubraum wurde die für Cyclecars übliche Größe von 1100 cm³ eingehalten. Die Zylinderbohrung war 2,6875 Zoll (68,2625 mm), der Hub 2,9375 Zoll (74,61 mm). Für den Motor wird eine Leistung von 11,6 HP angeführt. Sie ist errechnet, nicht gemessen und beruht auf der N.A.C.C.-Formel, die für Vierzylindermotoren mit dieser Bohrung 12,1 HP festlegt.
Der Radstand betrug ebenfalls klassenübliche 2337 mm (92 Zoll), die Spur war mit 813 mm (32 Zoll) ungewöhnlich schmal.

## Anmerkungen

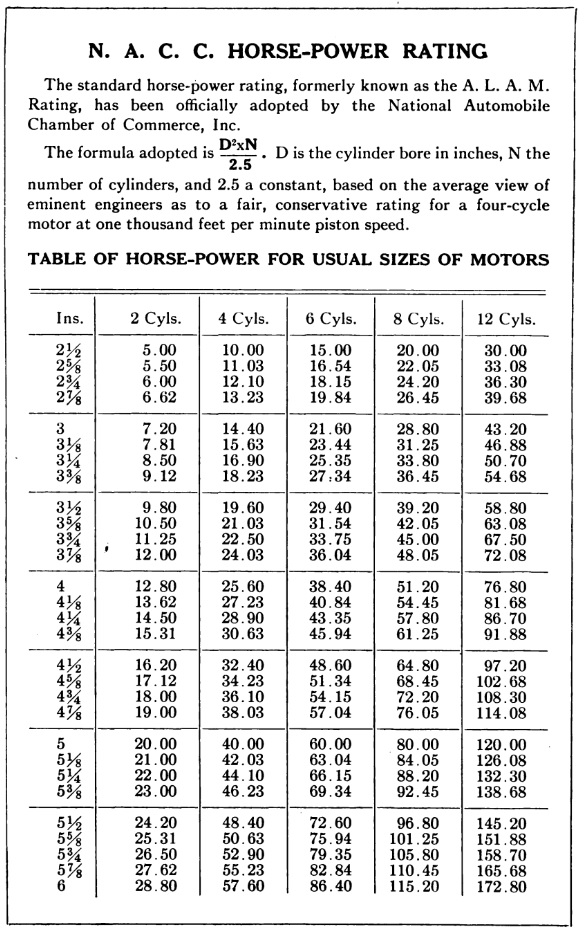
N.A.C.C.-Rating 1916-1917.

## Modellübersicht
| Bauzeit | Modell Rating | Motor  | Hubraum  | Antrieb     | Radstand | Karosserie             | Listenpreis |
| ------- | ------------- | ------ | -------- | ----------- | -------- | ---------------------- | ----------- |
| 1914    | 12 HP         | 4 Zyl. | 1093 cm³ | Treibriemen | 2337 mm  | Tandem-Roadster, 2 Pl. | US$ 360,-   |
| 1914    | 12 HP         | 4 Zyl. | 1093 cm³ | Kette       | 2337 mm  | Tandem-Roadster, 2 Pl. | US$ 360,-   |